# Nicolás Garcia Caro Vergés y Agustí
Nicolás Garcia Caro Vergés y Agustí (Mataró, 1818 – València, 30 d'agost de 1886) fou un militar i polític valencià d'origen català.
Ingressà a l'exèrcit i assolí el grau de coronel. Després de casar-se en segones noces amb Rosa Ferrer de Plegamans es va retirar de l'exèrcit per tal de curar el seu patrimoni. Políticament va militar inicialment en el Partit Progressista i després en la Unió Liberal. Durant la seva estada a València residia en un palau gòtic situat al barri de a Seu-Xerea i construït en l'època de Jaume I el Conqueridor.
Durant el sexenni democràtic va militar al Partit Constitucional i durant la restauració borbònica al Partit Liberal Fusionista. Fou alcalde de València entre juny i agost de 1874, i el 1882 fou escollit diputat de la Diputació de València pel districte Requena-Aiora. El 19 de juny del mateix any va rebre el títol de Marquès de Caro.